# Geastrum simulans
Geastrum simulans är en svampart som beskrevs av Lloyd 1905. Geastrum simulans ingår i släktet jordstjärnor och familjen jordstjärnor.   Inga underarter finns listade i Catalogue of Life.